# Mare de Déu dels Desamparats de Montcorbau
Mare de Déu dels Desamparats de Montcorbau és una capella de Montcorbau, al municipi de Vielha e Mijaran (Vall d'Aran), inclosa a l'Inventari del Patrimoni Arquitectònic de Catalunya.

## Descripció
Capella de planta rectangular amb la portalada d'accés a la banda de llevant i una sola finestra a Sud; al damunt de l'entrada hi ha un òcul vidriat. la capella està atirantada per dins i la volta és un empostissat de taula de fusta. Els murs són arrebossats i pintats de blanc.